# BEI de Vitoria

Mapa de la red

El BEi de Vitoria, es el acrónimo con el que se le conoce al Bus Eléctrico Inteligente (en euskera, Bus Elektriko Iraunkorra) de la capital vasca, un sistema de BRT (Autobús de Tránsito Rápido) de funcionamiento totalmente eléctrico. Es el nuevo medio de transporte de Vitoria, gestionado por la empresa municipal de transportes TUVISA (Transportes Urbanos de Vitoria, Sociedad Anónima).

## El BRT de Vitoria

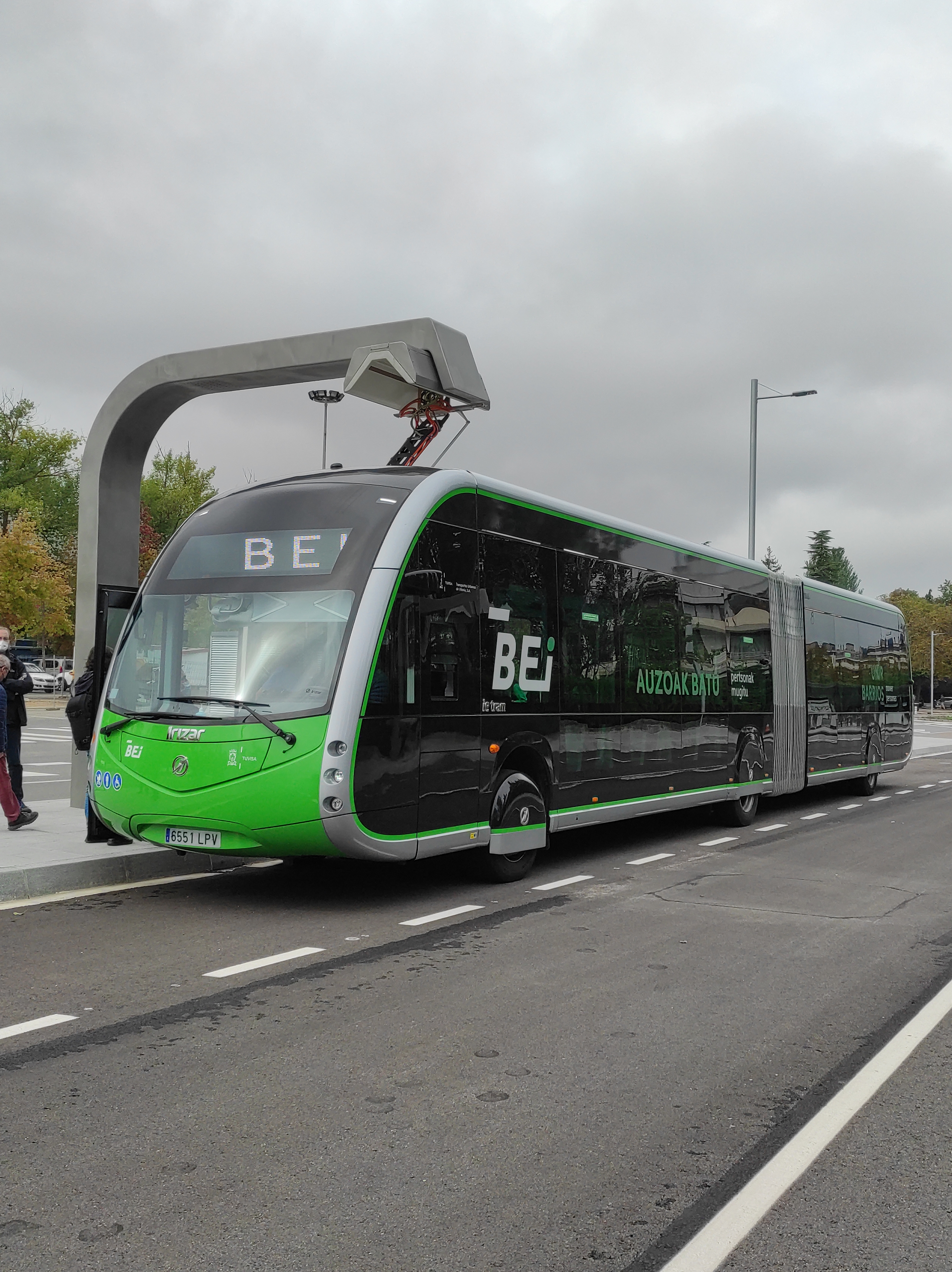
Unidad articulada del BEi en pruebas en su presentación ante la sociedad en septiembre de 2021

En el año 2015, se plantea la opción de crear un nuevo sistema de transporte urbano para la ciudad de Vitoria, por el cual, un autobús que circulase por carriles exclusivos pudiera prestar servicio en la línea con más usuarios de la red de TUVISA. Tras consultar todas las cargas de líneas en cuanto a pasajeros, se determina que es la L2 Periférica de la ciudad la que más usuarios obtiene al cabo del año y eso hace impulsar la motivación para conseguir los apoyos necesarios para crear el nuevo proyecto en la ciudad.
El objetivo que se plantea por parte del ayuntamiento de la ciudad, es que el nuevo sistema de autobús pueda circular por sus propios carriles, además de funcionar en modo completamente eléctrico y cuyas paradas fueran similares a las del tranvía de la ciudad para que las personas usuarias pudieran acceder por cualquier puerta del vehículo, pudiendo validar o adquiriendo el billete en la propia estación; una idea similar a los autobuses de tránsito rápido que funcionan en América Latina.
Para el nuevo proyecto del BRT se plantean las infraestructuras necesarias para su buen funcionamiento:
- Puntos de recarga: se plantea la necesidad de instalar puntos de recarga para que el autobús pueda funcionar durante toda la jornada de servicio, más la necesidad de instalar puntos de recarga en las cocheras para permitir su carga durante la noche.
- Vehículos: se plantea en un principio la puesta en marcha de vehículos grandes y amplios, similares a los autobuses biarticulados que funcionan en algunos sistemas de BRT de Europa y América. Al principio se plantea la opción de autobuses de 24m, tras desecharla por autobuses de 18m y 12m. Los autobuses se plantean con un diseño diferente a los colores del tranvía y de los autobuses convencionales para poder distinguir el servicio.
- Paradas: las paradas del nuevo transporte se plantean similares a las de la red del metro ligero, de modo que el autobús no tenga que maniobrar para entrar en ellas y de manera que se permita a los usuarios pagar en ellas y poder acceder a los vehículos por cualquier puerta.
- Infraestructura: para que el autobús pueda circular de la manera más rápida, se plantea la necesidad de construir nuevos carriles bus en los que los autobuses puedan ir más ágiles.

El proyecto al principio causa mucho rechazo por la gran inversión necesaria para llevar a cabo la obra, hasta que definitivamente se consiguen los apoyos necesarios para sacarlo adelante, realizando un mejor planteamiento del proyecto, una reducción en la inversión a realizar y aprobando también la necesidad de construir unas nuevas cocheras para que entren los nuevos vehículos y trasladar los existentes a un emplazamiento más moderno y ecológico. También se plantea la posibilidad de que el autobús pueda ir guiado por fibra óptica, para así poder controlar el posicionamiento exacto de cada autobús y regular de una manera más precisa los cortes de tráfico necesarios para permitir la preferencia del autobús. En el año 2018 se aprueba la licitación de la obra y se decide el cambio de nombre del proyecto por BEi: Bus Eléctrico Inteligente.

## Las obras del BEi
Entre los años 2018 y 2019, se llevan a cabo los nuevos pasos para hacer realidad el proyecto del BEi:
- En verano de 2018 se aprueba la correspondiente licitación de las obras del BEi, en los que se plantea inicialmente que la duración sea de aproximadamente 1 año.
- A finales de 2018 se presentan a concurso público las empresas interesadas en construir tanto la infraestructura como los vehículos para el BEi. Las principales empresas que se presentan son las vascas Irizar y CAF, esta última a través de su filial polaca Solaris Bus & Coach; grandes competidoras en el mercado del autobús eléctrico y ambas asentadas en Guipúzcoa.
- Enero de 2019, Irizar gana el concurso con su filial Irizar e-Mobility y siendo su nuevo modelo Irizar ietram el autobús elegido para prestar el servicio urbano. Serán 13 autobuses en total siendo 6 de ellos de 12m y los 7 restantes de 18m.
- Junio de 2019, se lleva a cabo la primera presentación oficial del BEi con un autobús expuesto frente al céntrico edificio de Correos de la calle Postas.
- Septiembre de 2019, arrancan las obras del BEi de manera oficial tras unas semanas de retraso.

Las obras del BEi comienzan de manera oficial en septiembre de 2019, en las que se estimó en un principio que durarían cerca de 1 año y que el BEi el pudiera estar listo en servicio para agosto de 2020. Las obras se inician en 4 puntos de la ciudad simultáneamente, 3 de ellos en la zona sur del recorrido de la L2 (aparcamiento del Estadio de Mendizorroza, Paseo de la Zumaquera junto al Centro Cívico Hegoalde y rotonda de las Esmaltaciones) y el otro junto a la zona hospitalaria de Txagorritxu. Las obras se inician de manera bastante pausada hasta que en 2020 empiezan a coger ritmo en los puntos antes especificados. Durante el desarrollo de las obras del BEi, se van cortando nuevas calles por las que circula la línea Periférica de la ciudad para realizar los nuevos carriles y acometer la instalación de las paradas.
Las obras causan entre otros, un gran descontento entre la ciudadanía de la capital alavesa debido a los continuos colapsos de tráfico causados durante el desarrollo de las mismas y los cambios de tráfico que el BEi iba a generar en la circulación del tráfico en diferentes calles de Vitoria. El proceso constructivo se desarrolla con más o menos velocidad, acumulando varios retrasos causados entre otros por la pandemia de COVID-19 y el confinamiento general que se llevó a cabo en los meses de marzo y abril de 2020, y también los retrasos en la construcción de las nuevas cocheras de TUVISA necesarias para poder cargar los BEi durante la noche (obras iniciadas en otoño de 2021). Todos estos retrasos producidos en las obras hacen que se aplace en varias ocasiones la puesta en marcha del BEi, pasando de agosto de 2020 a agosto de 2021 y posteriormente a diciembre de 2021, hasta que el 12 de enero de 2022 se da el primer paso de su funcionamiento con la admisión de los primeros viajeros funcionando apenas unas horas en las mañanas.
El recorrido del BEi se divide en 2 grandes tramos a lo largo de la L2 Periférica de TUVISA:
- Tramo común: los carriles del BEi discurren uno junto al otro, dividiendo las calles en zona exclusiva para la circulación del BEi y zona para el tráfico privado. El tramo común del BEi discurre entre las calles de Jacinto Benavente y Francisco Leandro Viana hasta Bulevar de Euskal Herria.
- Tramo compartido con el tráfico: en la zona norte de la línea discurre en carriles exclusivos dispuestos en la misma dirección que el tráfico rodado de dichas calles, comprendiéndose entre las calles Bulevar de Euskal Herria y Aragón.

### Recarga del BEi

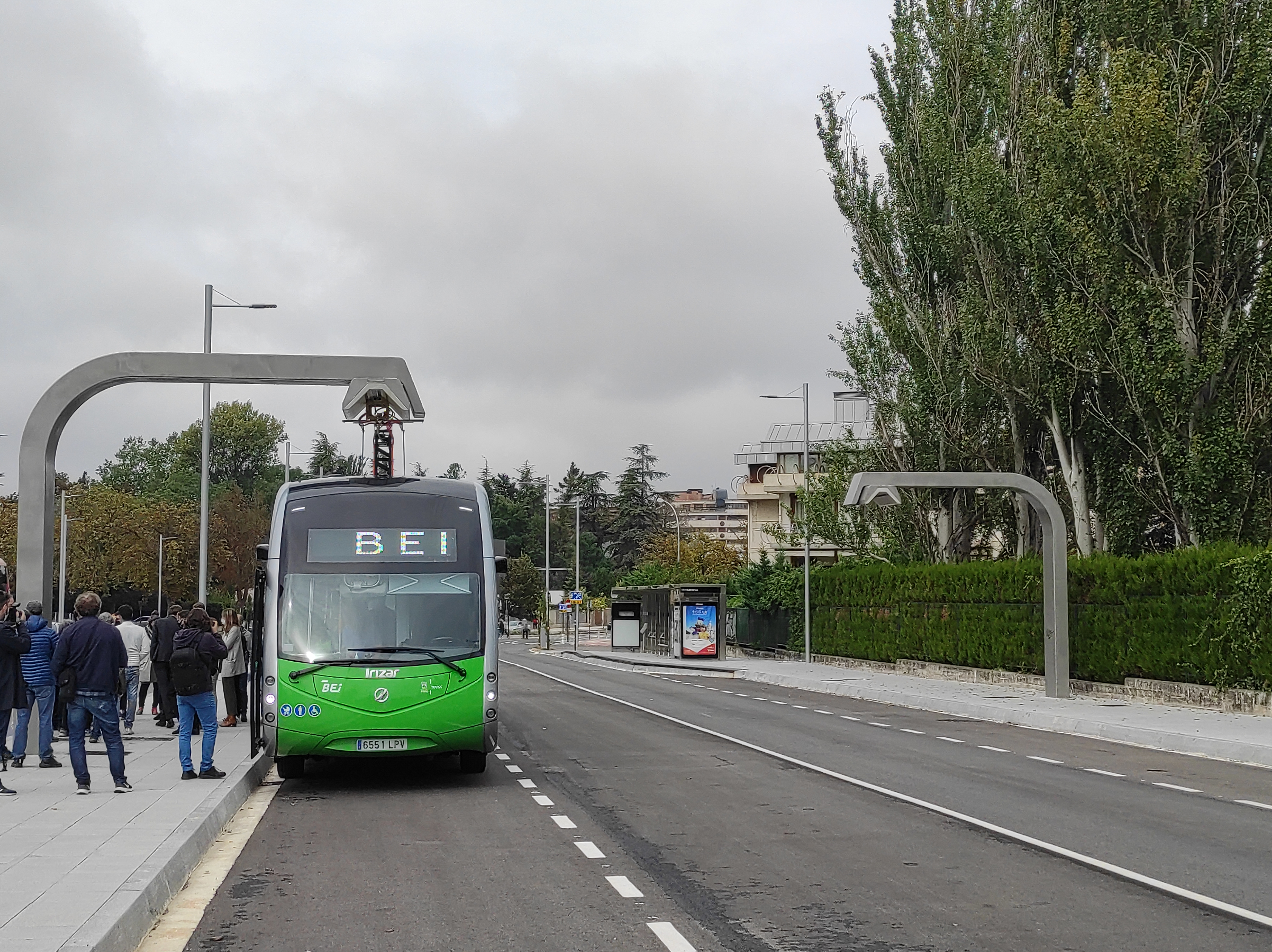
Unidad del BEi cargando en Mendizorrotza

Para poder garantizar el servicio durante toda la jornada, se instalaron durante las obras unos puntos de recarga rápida en las cabeceras de la línea, pudiendo permitir una recarga de manera completamente rápida en unos 4-5 minutos mientras que los autobuses puedan admitir usuarios en las paradas. En total existen 2 puntos de recarga en las paradas de Zaramaga/Boulevard y otros 2 en la de Mendizorrotza, estos constan de un medio arco en el que el autobús puede enganchar su pantógrafo (brazo desplegable que sube desde el autobús hasta que entra en contacto con el arco). Los puntos de recarga rápida van conectados a unas pequeñas subestaciones eléctricas que le permiten dotar de energía eléctrica a los arcos.
Además, se plantean unos puntos de recarga llamados Unidad Funcional de Carga de BEi, éstos serán instalados en las nuevas cocheras del TUVISA en las que permitirán que los 13 vehículos del BEi se carguen de manera lenta durante la noche, un proceso que dura una media de unas 3 horas.

### Cambios de tráfico en el recorrido del BEi
Para poder dotar de exclusividad de circulación al BEi, es necesario que pueda circular de manera rápida por carriles bus propios, donde sólo se permite la introducción de vehículos de TUVISA y aquellos que sean de emergencias. Durante las obras algunas calles han sufrido cortes de carriles en alguno de sus sentidos o bien se han eliminado carriles de circulación; y algunas de ellas han visto aumentado su número de carriles para poder permitir una mayor fluidez de tráfico.
Las calles Bulevar de Euskal Herria, Juan de Garay y parte de Aragón, se ha eliminado 1 carril por sentido de tráfico para destinar dicho carril a la circulación exclusiva del BEi. Algunos de esos carriles BEi permiten también la circulación de taxis y otros autobuses, como el tramo de Euskal Herria en el entorno de la estación de autobuses que permite la introducción de cualquier empresa de transporte público aparte de TUVISA.
Las calles Pedro Asúa, Castillo de Fontecha, Rosalía de Castro, Salbatierrabide, Álava y Jacinto Benavente, son calles en las que el tráfico ha sido desplazado, una de las calzadas existentes se ha aprovechado para hacer los carriles BEi en ambos sentidos de circulación, mientras que la otra calzada se ha utilizado para hacer doble sentido de circulación del resto del tráfico; limitando además la velocidad en estas vías a 30 km/h, cumpliendo con la norma vigente de la DGT desde mayo de 2021, en cuanto a velocidad en calles de doble sentido.
Las calles Zaramaga y Madrid, no cuentan con carriles buses propios (salvo Zaramaga, entre Portal de Gamarra y Portal de Betoño) respetando la configuración inicial de las calles, limitando la obra a las paradas del BEi y respetando los estacionamientos de vehículos privados. En el caso del Paseo de la Zumaquera, se corta el tráfico en alguno de sus sentidos teniendo como eje principal la calle Comandante Izarduy para poder girar a cualquiera de los 2 nuevos sentidos de la calle.

## Paradas del BEi
Las paradas del BEi son similares a las del tranvía de Vitoria, teniendo un diseño bastante similar a estas para poder permitir el acceso al BEi por cualquiera de sus puertas, además de permitir el pago de billete en las mismas para poder reducir al mínimo la espera de los autobuses en las mismas.

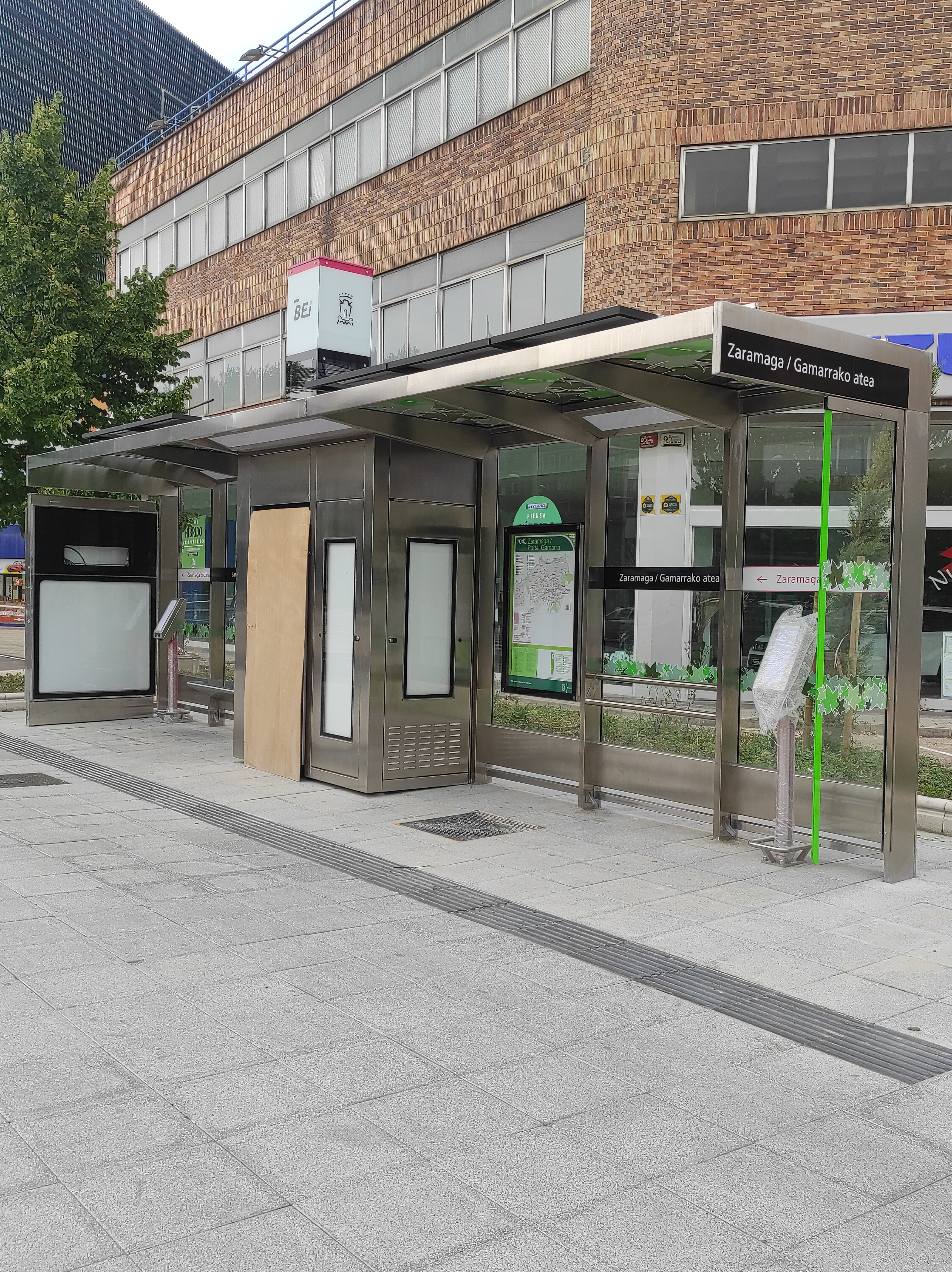
Una de las paradas medianas del BEi en obras en agosto de 2021

Las paradas se basan en un andén con plataforma a piso 100% llano y accesible, contando con un pequeño rebaje en dicha plataforma para poder permitir el acceso de sillas de ruedas de los vehículos. Todas las paradas tienen marquesina y todas ellas tienen los elementos más básicos: máquinas validadoras y PIP (Punto de Información en Parada) que permite conocer el tiempo restante para el siguiente BEi. Los diseños de las paradas cambian en función de su tamaño, teniendo 3 tipos de paradas:
- Paradas grandes: solamente son las paradas cabeceras de línea, cuentan con un andén grande de algo más de 30m que permitirían tener 2 BEi articulados a la vez estacionados en línea. Las marquesinas de las mismas son las más grandes, cuentan con 4 validadoras de tarjetas, 2 máquinas para comprar billetes y recargar las tarjetas BAT, PIP y una torre que indica a distancia el tiempo restante para el BEi o bus en caso de que la parada se vea compartida con otras líneas. También cuentan con los puntos de recarga rápida del BEi. Únicamente son las paradas de Zaramaga/Boulevard y Medizorrotza.
- Paradas medianas: cuentan con un andén de unos 20m de longitud y poseen 2 validadoras, 1 máquina de recarga de tarjetas y venta de billetes, 1 PIP y 1 torre. Son todas las paradas del recorrido, salvo las especificadas como pequeñas.
- Paradas pequeñas: tienen el mismo andén que las medianas pero una marquesina pequeña desprovista de torre y de máquina de venta y recarga, solo poseen 2 validadoras y PIP. Únicamente son las paradas de Zumaquera en sentido Mendizorrotza y la de Hegoalde en sentido Zaramaga/Bulevard.

Las marquesinas del BEi comenzaron a montarse en noviembre de 2020 empezando por las de Hegoalde y acabando por las de Salbatierrabide en otoño de 2021. El recorrido del BEi también ha planteado la necesidad de mover algunas paradas y suprimir otras de ellas, con el objetivo de ubicar las paradas en lugares más amplios o de enfrentarlas para dar un servicio más organizado. Las marquesinas poseen también vallas publicitarias similares a las del tranvía y ofrecen dos puntos de información donde se explica que es el servicio del BEi, como funcionará y el por qué de la apuesta por este medio de transporte.
Para facilitar una parada con mayor precisión, la calzada de las paradas posee una doble raya discontinua desde unos metros antes de la llegada al andén hasta después de pasarlo, así se permite que el BEi pueda tener un acercamiento más milimétrico y tener una mayor cercanía entre la plataforma del autobús y la del andén.
Es necesario recordar que únicamente se validará la tarjeta o, en su defecto, se comprará el billete en la parada si se va a coger el BEi; mientras que si el BEi comparte parada con otra línea y se quiere adquirir alguna de las convencionales, se deberá validar o comprar el billete como siempre en el interior del autobús. Esto es, siempre que no se adquiera la L2 Periférica de TUVISA no habrá que validar fuera del autobús. Entre otras mejoras, también se permite el pago con otras tarjetas de transporte urbano de Euskadi como la Barik (tarjeta de transporte de Vizcaya) y la MUGI (Guipúzcoa), situación que permite desde hace varios años en el tranvía de Vitoria y en los servicios de Álava Bus (marzo de 2021) y TUVISA (septiembre de 2021). Los precios del BEi con respecto a los del autobús convencional no cambian, permitiendo también transbordos gratuitos entre autobús o tranvía al BEi en un plazo no superior a los 50 minutos desde la última validación (los transbordos no se incluyen si los viajes se validan con las tarjetas Barik o MUGI, ni tampoco se compra billete ocasional).
A partir del mes de marzo de 2022, las paradas activan sus máquinas canceladoras para tarjetas BAT, Barik y MUGI; así como las máquinas para recargar tarjetas y comprar billetes. Dado que no se prevé que salgan todos los vehículos BEi hasta verano de 2022, se explota el servicio de manera mixta (como se ha realizado desde enero de 2022) validando o comprando el billete en parada si se aproxima el BEi, o por defecto, dentro del autobús si en ese momento se aproxima un bus convencional (siempre que se adquiera la L2).

### Paradas a lo largo del recorrido
Las paradas que realiza el BEi a lo largo de sus 10 km de recorrido, trazan la ruta de las líneas Periféricas de Vitoria con más o menos las mismas paradas que la línea anterior a su modificación, e incluso, algunas de ellas son completamente nuevas puestas en servicio para dar de baja otras paradas o, simplemente, se han movido unos metros por temas de espacio. A continuación se procede a detallar las paradas del recorrido BEi:
1. ZARAMAGA/BOULEVARD: es la cabecera principal de la línea en ambos sentidos del recorrido, la plataforma sobre la que se asienta la parada tiene una longitud de más de 30m para permitir el estacionamiento de hasta 2 autobuses articulados. Ambas poseen punto de recarga, que será empleado preferentemente por todas las unidades BEi cuando necesiten una carga rápida para proseguir con la jornada. Corresponde con el Centro Comercial Boulevard de Vitoria, siendo una parada importante dada la gran cantidad de gente que se desplaza hasta este punto de la ciudad, siendo el centro comercial más influyente de Álava por antonomasia. Ofrece una correspondencia con la L1 Circular en un radio de 200m, en la parada de Zaramaga/Reyes de Navarra.
2. Juan de Garai/Arriaga (BEi B) y Juan de Garai/Paraguay (BEi A): ambas paradas se encuentran en el límite de los barrios de Lakua-Arriaga y El Pilar, junto a la pasarela que conecta el Parque de Arriaga con El Pilar. La parada de Juan de Garai/Paraguay es de nueva construcción, por lo que han sido suprimidas las paradas antiguas de: Juan de Garay/Guatemala e Intermodal, ambas para el sentido Bulevar. Correspondencias: L4 Lakua-Mariturri y L8 Unibertsitatea junto al Parque Arriaga y L1 Circular y L4 Lakua-Mariturri junto a la calle Paraguay.
3. Euskal Herria: primera parada intermodal del recorrido en la que se puede corresponder tanto con la Estación de Autobuses, como con la línea del tranvía de Ibaiondo-Salburua; también sirve de conexión con la sede del Gobierno Vasco.
4. Txagorritxu: parada que conecta directamente con la sede del Hospital Universitario de Álava (HUA), siendo ésta especialmente importante dado que linda directamente con el hospital más importante para todo el Territorio Histórico alavés. Corresponde a distancia con la línea TG1 Ibaiondo-Salburua del tranvía. Con la entrada de esta parada, la antigua parada de Txagorritxu del sentido BEi B se suprimió quedando solo operativa para la línea nocturna G4 Sansomendi-Lakua.
5. Kanpo Kontsultak - Consultas Externas: conecta con el edificio de Consultas Externas que complementa al Hospital Universitario de Álava, por lo que la hace también especialmente importante en el recorrido. Las antiguas paradas de HUA/Txagorritxu que daban servicio a este edificio de Osakidetza, fueron suprimidas por éstas.
6. Tomás Zumarragako Dohatsua 71 - Beato Tomás de Zumárraga 71: conecta con la sede del Seminario Diocesano alavés, así como con las líneas L5 Elejalde-Arkaiate y sus extensiones hacia el concejo de Astegieta (5A) y el Polígono Industrial de Jundiz (5B y 5C). Suprimida queda la antigua parada del nº98.
7. Apaiztegia - Seminario: segunda parada que ofrece servicio al citado seminario, además de a las sedes del IAN (Instituto Alavés de la Naturaleza) y la sede vitoriana de la UNED. Es una parada en la que cada andén se encuentra en una calle diferente, siendo en el caso del sentido BEi A correspondiente únicamente con la L5 encontrándose en la calle Beato Tomás de Zumárraga (antigua Beato Tomás de Zumárraga 76); mientras que la del sentido BEi B corresponde aparte de con la L5, con la L7 Borinbizkarra-Paz en la calle Pedro Asua (antigua Pedro Asua/Beato Tomás de Zumárraga). Las líneas 5 ven modificadas su parada en sentido Elejalde, puesto que se suprime la parada en Beato 76.
8. Pedro Asua 12: da servicio al barrio de San Martín. Queda suprimida la parada Pedro Asua 21 en sentido BEi A, siendo operativa únicamente para la nocturna G3 Armentia-Zabalgana. En caso de decidir que el trazado del tranvía a Zabalgana pase por esta calle, sería la primera vez que tranvía y BEi utilizasen las mismas paradas; algo que podría haberse realizado con las paradas de Euskal Herria y Txagorritxu.
9. Fontetxako Gaztelua/Aretxaga - Castillo de Fontecha/Aretxaga: nueva parada existente para suprimir las antiguas paradas de Castillo de Fontecha que hacían esquina con las calles Ocio y Etxezarra. Esta parada queda a medio camino entre las dos suprimidas y corresponden en ellas ambos sentidos de la L6 Zabalgana-Arkaiate.
10. Fontetxako Gaztelua/Gaztelako Atea - Castillo de Fontecha/Portal de Castilla: ubicada unos metros más hacia el Eroski del barrio de Ariznabarra, esta parada sirve como la anterior al citado barrio y corresponden ambas líneas mencionadas en la parada anterior. Corresponde con la L4 Lakua-Mariturri a distancia en las cercanas paradas de Castilla 80 y 67, además de corresponder con las líneas 9 Vitoria-Logroño (por Conchas de Haro), 12 Vitoria-Haro, 13 Vitoria-Nanclares de la Oca-Bóveda y 19 Vitoria-Miranda de Ebro de ÁlavaBus que también las emplean.
11. MENDIZORROTZA: segunda cabecera de línea existente, a pesar de tener puntos de recarga y una parada de la misma longitud que la ubicada junto al Boulevard, el andén de esta parada es más corto, teniendo una dársena para que el BEi pueda apartarse a cargar en caso de emergencia (ya que en sí, los puntos de recarga de esta parada se utilizarán en casos excepcionales como: avería de los puntos del Bulevar o en caso de carga escasa en el BEi). La dársena demás tiene una mayor longitud para permitir el estacionamiento de autobuses urbanos en días de refuerzo de la línea por partidos del Deportivo Alavés (líneas E5 Especial Alavés A y E6 Especial Alavés B). Es una parada especialmente importante en días de partido ya que corresponde con el Estadio Mendizorrotza (sede del Deportivo Alavés) y en verano, ya que en la misma zona se encuentran los complejos deportivos de Mendizorrotza y de El Estadio, donde las piscinas al aire libre son aclamadas por miles de vitorianos en época estival. Corresponde a distancia con la L8 Unibertsitatea en Portal de Lasarte.
12. Salbatierrabide: anteriormente denominada como Clínica Álava, dada su posición en frente de tan conocida clínica en la ciudad. Da servicio al sector El Batán-Ciudad Jardín dentro del barrio de Mendizorrotza. Corresponde con la L8 únicamente en el andén del sentido BEi B.
13. Unibertsitatea: parada exclusivamente intermodal creada para dar una conexión más fuerte en materia de transporte público al Campus Universitario de Vitoria, corresponde con la parada del tranvía homónima creada en febrero de 2020 del tranvía TG2 Abetxuko-Unibertsitatea. Al ser nueva la ubicación de la parada, se suprime la antigua parada de Álava de ambos recorridos de la línea. Corresponde a distancia con las líneas interurbanas: A-3712 Vitoria-Ubide-Bilbao, A-3714 Vitoria-Autopista-Bilbao, A-3718 Vitoria-Margen Izquierda, A-3719 Vitoria-Margen Derecha, L5 Vitoria-Alegria-Araia, L6 Vitoria-Campezo-Estella, L7 Vitoria-Ventas de Armentia-Lagrán, L9 Vitoria-Logroño (por Herrera), L15 Vitoria-Amurrio-Llodio, L18 Vitoria-Durango.
14. Hegoalde: nueva parada creada para suprimir las paradas de Zumaquera 15 (L2A), Plazuela Zumaquera (L2B) y Zumaquera 16 (G2 Errekaleor-Salburua). Se encuentra en un punto en el que se conecta a la vez con los edificios de: Facultad de Económicas de la EHU-UPV (antiguo Hospital Militar), Archivo Provincial del Territorio Histórico de Álava, residencia universitaria Tomás Álfaro Fournier y el Centro Cívico Hegoalde que sirve a los barrios de San Cristóbal y Adurtza. Corresponde a distancia con las líneas 3 Betoño-Goikolarra y 9 Gamarra-Goikolarra en la parada de Comandante Izarduy/Zumaquera.
15. Zumakadi - Zumaquera: parada creada para suprimir las antiguas Zumaquera 29 (L2A) y Zumaquera 76 (L2B). Corresponde en el andén sentido BEi A con la L10 Aldaia-Larrein.
16. Esmaltazioak - Esmaltaciones: una parada de nueva creación y que suscita mucha curiosidad al ser la única parada de todo Vitoria en ubicarse dentro de una rotonda, la polémica rotonda de Esmaltaciones, conocida por encontrarse al lado de donde se situaba la empresa Esmaltaciones San Ignacio del barrio de Olarizu. La parada suprime las antiguas paradas de Zumaquera 61 (L2A, L10) y Zumaquera 94 (L2B, G2), corresponde en el andén en sentido BEi A con la L10 y con la linea E1 Prado-Cementerio El Salvador. Es junto a su paso por la rotonda de América Latina, uno de los principales puntos negros del recorrido por la gran presencia de tráfico rodado, añadida a la gran presencia de peatones que cruzan a diario esta rotonda.
17. Jacinto Benavente/Florida: primera parada en el barrio de Santa Lucía que bien podría coger el mismo nombre del barrio, ya que el tranvía TG1 Ibaiondo-Salburua (actualmente) para en el lateral de esta parada. Hasta el 16 de septiembre de 2024 ha correspondido con la L7 en el mismo lateral.
18. Jacinto Benavente 7: última parada del barrio de Santa Lucía, ubicada en las inmediaciones donde antaño se encontraba el Polvorín Viejo (antigua cárcel de la ciudad).
19. Aragoi - Aragón: da servicio directo al barrio de Arana y su parque, situada en plena circunvalación de la ciudad a partir de esta parada hasta la anterior al Boulevard el BEi comparte carriles de circulación con el tráfico rodado. En otoño de 2024 se prevé que pueda corresponder a distancia con la L6 Zabalgana-Arkaiate, gracias a la nueva parada que se ubicará en la rotonda entre Portal de Elorriaga y Avenida Santiago.
20. Madril/Arantzabela - Madrid/Aranzabela (BEi B) y Madril/Valladolid - Madrid/Valladolid (BEi A): ubicadas entre los barrios de Aranzabela y Salburua, se corresponden en esta parada las líneas 5 y en las inmediaciones cercanas la L6 en la parada Valladolid/Madrid.
21. Madril/Martxoak 8 - Madrid/8 de Marzo (BEi B) y Madril/Andaluzia - Madrid/Andalucía (BEi A): parada similar a la anterior, solo hace correspondencia con la L5 y corresponde a distancia con la cabecera de la línea TG1 del tranvía. La parada en sentido BEi B debería llamarse Madrid/Juan Carlos I, si los escándalos del rey emérito no hubieran llevado al ayuntamiento de la ciudad a cambiar el nombre de la calle por uno menos polémico.
22. Madril 36 - Madrid 36: parada que da servicio al barrio de Aranbizkarra y a parte del Polígono Industrial de Betoño, es una parada disuasoria ya que también conecta con el aparcamiento disuasorio de Betoño.
23. Zaramaga/Gamarrako Atea - Zaramaga/Portal de Gamarra: ubicada en las inmediaciones del Boulevard, en la encrucijada donde lindan los barrios de Zaramaga y Aranbizkarra con los polígonos de Gamarra y Betoño. En el sentido BEi B se ve correspondido por la L9 y ambos andenes ofrecen servicio a las líneas de ÁlavaBus 2 Vitoria-Aramaio, 5 Vitoria-Alegria-Araia y 18 Vitoria-Durango (esta última solo en sentido BEi A); se ofrecen correspondencias a distancia con las paradas de: Portal de Gamarra/Deba (L3, L9), Portal de Betoño 4 (L3, L9), Portal de Betoño 15/16 (L3) y Portal de Gamarra 3 (L9). Esta parada sirve tanto al edificio de oficinas del Boulevard y al hotel del nombre homónimo al del centro comercial.

## Material rodante

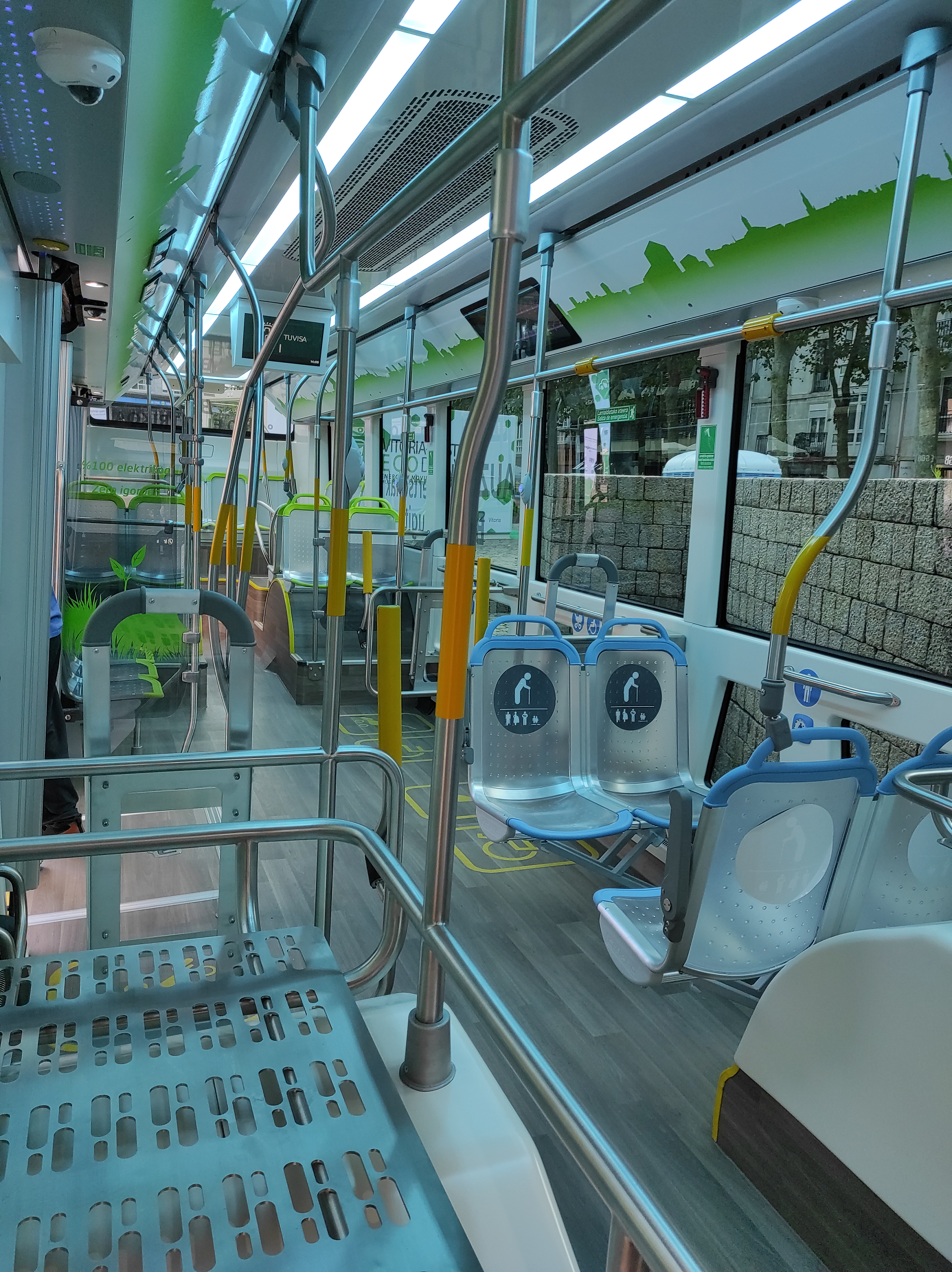
Interior de una de las unidades estándar del BEi

La flota del BEi se compone de un total de 13 autobuses fabricados por la empresa vasca Irizar, siendo las versiones estándar (12m) y articulada (18m) de su modelo ietram. Los vehículos han sido fabricados en la plata de Irizar e-Mobility de Aduna (Guipúzcoa) y han sido entregados entre finales de 2020 hasta verano de 2021, siendo ésta la mayor flota de este modelo que se pondrá en marcha en Euskadi en el momento y que van a ser destinados para el verdadero propósito con el que han sido fabricados, servir en sistemas de BRT.
Para poder realizar una distinción entre los autobuses convencionales de TUVISA y el servicio del tranvía (operado por Euskotren Tranbia), el BEi cambia de colores por el verde y negro; los vehículos tienen frontal verde además del parachoques trasero, siendo el resto del vehículo completamente negro. Una vez que los autobuses han sido entregados a la compañía operadora, se han ido vinilando con las palabras "BEi" y los lemas utilizados para la promoción del servicio "Unir barrios. Mover personas" (en euskera: "Auzoak batu. Pertsonak mugitu"); además de incorporar los logos de TUVISA en diferentes partes de los vehículos y la pegatina de "Smart en City" (patrocinio europeo para el desarrollo sostenible de las ciudades de la UE).
Los vehículos ofrecen una mayor vanguardia con respecto a vehículos anteriores adquiridos por TUVISA. Los autobuses de Irizar tienen ventanas que llegan a una altura más cercana al suelo, para permitir una mejor visibilidad desde el interior del autobús y permitir también un mayor paso de la luz natural al interior del habitáculo; dicha iluminación también mejora considerablemente durante la noche, en las que el interior de las luces de los buses son de color azul que permiten una mayor visibilidad, siendo la primera vez en las que los buses de TUVISA cambian de color de luces para iluminar su interior. 
El interior de los autobuses también van equipados con pantallas de información, donde se informa de las paradas que va realizando el autobús, además de visualizar las campañas publicitarias del ayuntamiento de Vitoria e informar a las personas usuarias acerca del tiempo que realizará en los próximos días en la capital alavesa, tal como se hace en las pantallas de información del resto de autobuses de la compañía municipal. También existe una pantalla extra ubicada encima de las plazas reservadas para sillas de ruedas y carritos de bebé, que informa de las paradas que realizara el vehículo. Irizar ha equipado a los vehículos con al menos 3 plazas para sillas de rueda y carritos de bebé, tal como exige el ayuntamiento desde 2017 cuando llegaron los primeros autobuses de color verde y blanco; en el caso de los autobuses BEi articulados también contarán con un portamaletas similar a los autobuses articulados adquiridos en 2017.
En cuanto a los sistemas de seguridad del autobús, los BEi cuentan con sistemas que informan de su posición a lo largo del recorrido, permitiendo también que estos puedan ayudar al personal de conducción a la hora de posicionar los vehículos junto a los andenes de las paradas. Los vehículos tienen también un sistema que permite detectar peatones para evitar posibles accidentes por atropello, siendo en este aspecto los vehículos más vanguardistas de transporte público usados en Vitoria; también innovan en los retrovisores, que han sido sustituidos por cámaras de vigilancia que a través de unas pantallas ubicadas junto al puesto de conducción, permitirán ver a los conductores de una mejor manera que con solo retrovisores convencionales. Para acceder a los vehículos, las puertas de acceso cuentan con botones similares a existentes en las puertas del tranvía, que tras ser activados desde el puesto de conducción éstas se abrirán siempre y cuando sean pulsados por un usuario indiferentemente de por donde quiera acceder dicha persona, ya que el BEi no hará distinciones de acceso tal como se hace en los buses convencionales.
Para poder permitir una carga de las baterías, los ietram están dotados de un pantógrafo en el techo del vehículo que les permitirá conectarse a los puntos de carga rápida o lenta. El pantógrafo es un brazo desplegable que posee el autobús y que aporta energía necesaria para dar más de una vuelta completa a la ciudad si éste está realizando una recarga rápida que se completa en una media de 4 a 5 minutos; durante las noches, el pantógrafo se desplegará en la llamada Unidad Funcional de Carga (UFC) del BEi que le dotará de carga lenta a completar en un periodo medio de unas 3 horas y que permitirán una mayor autonomía que las cargas rápidas. Al tener una autonomía y no depender de catenarias para el aporte eléctrico, el BEi se convierte en un medio de transporte que permite repartir mejor el consumo eléctrico sin necesidad de depender de una fuente de alimentación constante, algo que se espera permita un ahorro en el consumo eléctrico.
Los 13 autobuses de Irizar se convierten en los primeros autobuses 100% eléctricos de la capital alavesa, cumpliéndose otro hito histórico y revolucionario en una empresa como TUVISA que incorporaba en 2018 sus primeros autobuses híbridos, con bastante retraso con respecto a las ciudades más cercanas como San Sebastián que incorporaba su primer autobús eléctrico en 2014 y Bilbao que lo hacía en 2016.
Los autobuses del BEi han realizado sendas pruebas en vacío por toda la ciudad desde enero de 2020 hasta el inicio parcial del servicio y las primeras pruebas con viajeros entre septiembre de 2021 y enero de 2022.
A principios del mes de diciembre de 2022, la sección para las unidades BEi de la fase 1 de las nuevas cocheras de Tuvisa (con capacidad para los 13 convoyes más 7 unidades eléctricas extra) se inauguró con el traspaso oficial de unidades de Aguirrelanda a las nuevas instalaciones en Avenida del Zadorra, esperando que el resto de autobuses se sumen a estas instalaciones cuando se acabe la Fase 2 que implica la construcción del resto de cocheras. Durante su estancia en las cocheras de Aguirrelanda, las unidades BEi se cargaron con cargadores portátiles; mientras que durante el día terminaban de suplir las cargas en los puntos de recarga existentes en el recorrido.
Con la llegada de las nuevas unidades Irizar ietram 12 y 18 que fueron adquiridas a finales de 2024 para servir en la Línea 4 Lakua-Mariturri, el BEi puede sustituir las unidades oficiales que se averíen por estos nuevos autobuses, ya que son del mismo modelo a pesar de que cuentan con otro sistema de color; así se espera reducir el uso de autobuses diésel cuando las unidades BEi se tienen que quedar en cochera por avería o mantenimiento.

## Gestión del sistema de tráfico

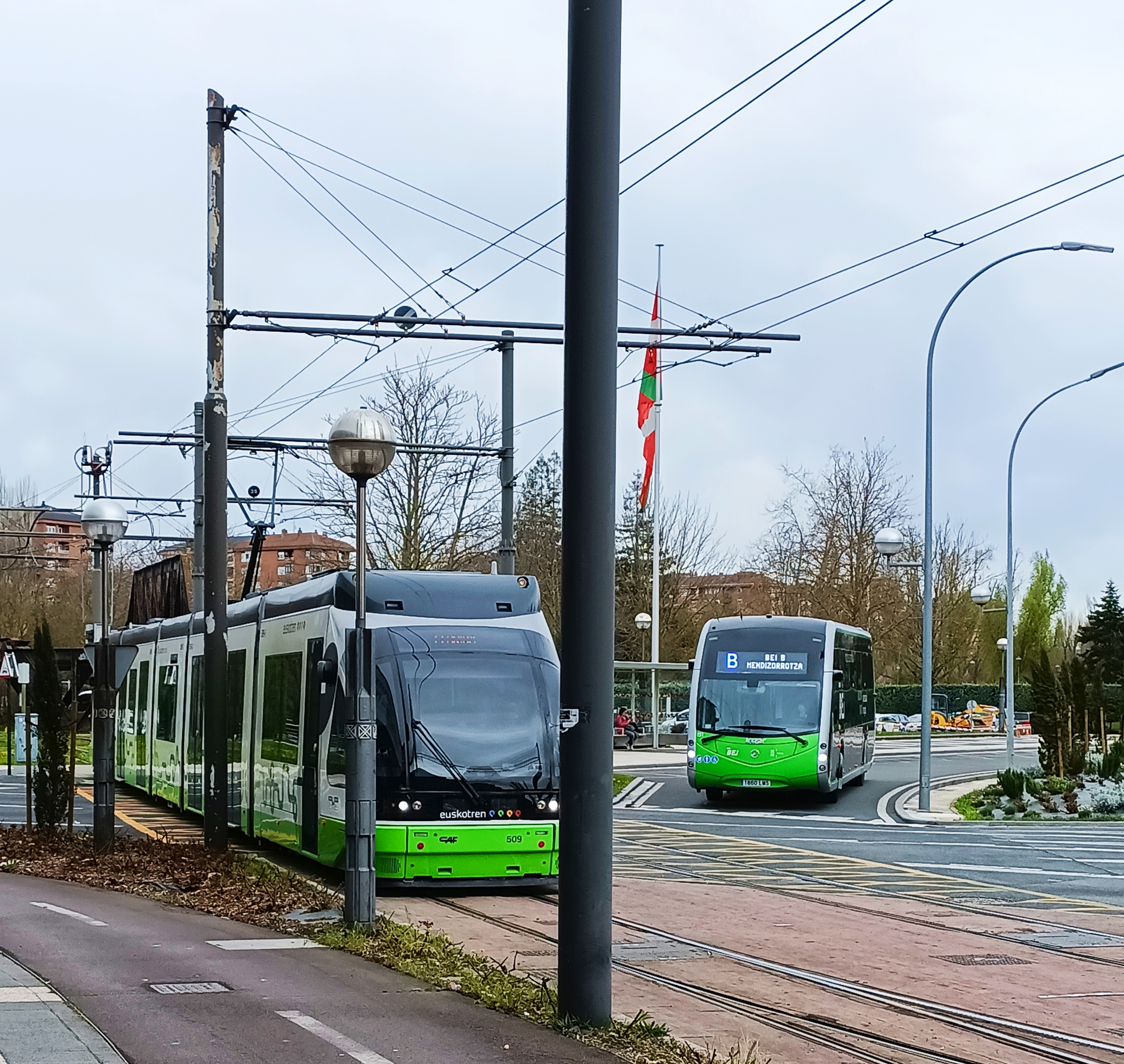
Cruce de tranvía y BEi en la rotonda de América Latina.

El BEi al ser un sistema de transporte público similar a la prestación del servicio del tranvía, goza de plena prioridad de paso sobre todos los vehículos (salvo vehículos de emergencias y salvamento en momento de emergencia), peatones y ciclistas; a pesar de que todavía, y que como pasa también a veces con el sistema tranviario, es una norma básica que todavía no cala en la población, ya que se han producido accidentes con peatones y vehículos al no cumplir con las normas establecidas para el tráfico del BEi.
La línea del BEi establece en casi la totalidad de su recorrido un servicio diferenciado del resto del tráfico rodado, a través de dos carriles que discurren juntos. En dichos carriles los servicios de tráfico se gestionan a través de los siguientes elementos:
- Señales de peligro luminosas: los pasos donde los peatones pueden atravesar los carriles del BEi en aquellos puntos donde los dos carriles BEi circulan juntos, están señalizados con señales de peligro (P-50, señal de peligro con exclamación) que se iluminan de modo parpadeante con una luz roja. Las zonas de paso habilitadas para el tránsito de los peatones no están señalizadas con un paso de cebra tradicional, sino que se señalan con una línea en zig-zag en el propio carril del BEi, mientras que los bordes junto a las aceras aparece el mensaje "Kontuz. Precaución" con el dibujo de un autobús sobre un fondo verde, para advertir de dicho peligro y recomendar echar una mirada a ambos lados de la calzada del BEi. En algunos puntos considerados calientes por la presencia de amplio tránsito de peatones dada la cercanía de centros escolares, las señales se ven reforzadas con unas luces parpadeantes naranajas y con una mano roja que se ilumina ante el tránsito inmediato de un convoy.
- Semáforos: tradicionales de colores para cortar el tránsito del tráfico rodado, para permitir el paso de los autobuses; además de existir semáforos similares a los del sistema tranviario para indicar si los autobuses pueden pasar o no. Los semáforos se colocan en aquellos puntos donde las plataformas del BEi corresponde con la plataforma del tráfico rodado, mientras que en aquellos puntos calientes escolares, diferentes plataformas de AMPAs han solicitado la colocación de semáforos peatonales para evitar confusiones a la hora de atravesar las plataformas del BEi. En aquellas zonas donde el BEi transita por carriles bus que discurren en el mismo sentido del tráfico, como en la calle Zaramaga donde el BEi comparte carriles con el resto de vehículos, el BEi no goza de preferencia semafórica y, por ende, debe ceder el paso a tráfico o peatones en dichas intersecciones. En aquellas partes de la red BEi donde los carriles se ven compartidos con otras líneas de autobús, cada línea de autobús tiene su semáforo correspondiente en los puntos donde justo las líneas convencionales se separan del carril BEi, por ello en dichos puntos se producen duplicidades de semáforos en lugar de utilizar uno solo para ambas líneas.

En aquellos casos donde se cruzan las plataformas del tranvía con las del BEi, es el BEi quien tiene que ceder el paso al metro ligero en caso de que ambos coincidan en el mismo punto de cruce. Esto ocurre en el cruce entre el Bulevar de Euskal Herria con la rotonda de América Latina, donde el BEi (que además circula en el mismo sentido que el resto del tráfico en este punto) tiene que ceder el paso a los tranvías que discurren por el ramal de Abetxuko, o que en su caso, se dispongan a trasladarse a cocheras.

### Mejoras de los cruces para peatones junto a centros escolares
A pesar de que el BEi lleva varios años funcionando con normalidad, se han realizado en estos pocos años de vida del autobús modificaciones en algunos puntos del recorrido con el objetivo de mejorar la seguridad y no crear tanta confusión en los puntos autorizados de pasos de peatones. Las primeras actuaciones en materia de seguridad peatonal se llevaron a cabo en el entorno de los colegios Ángel Ganivet y Abendaño, para ello se modificaron los puntos de cruce peatonal del BEi pintando pasos de cebra tradicionales y colocando semáforos peatonales que se cierran al paso inminente del autobús. Con las obras de aumento de seguridad, todos los pasos de cebra de la Calle Jacinto Benavente en las inmediaciones de los colegios Ángel Ganivet y Escolapios fueron modificados con esta nueva norma; así como también fueron modificados los pasos de cebra del cruce entre Beato Tomás de Zumarraga y Pedro Asúa junto a la parada de Seminario, por ubicarse cerca del colegio Abendaño.
Estas actuaciones en el entorno de estos centros escolares fueron motivadas por las numerosas protestas de los AMPAs de los colegios implicados ya que aducían una falta de seguridad al no existir un claro paso de peatones para cruzar la plataforma del autobús, además de no existir semáforos para peatones en dichos puntos para mayor seguridad de los escolares que tenían que cruzar a diario por los carriles del bus. Pese a existir recelo por parte del ayuntamiento a modificar algunas zonas tras haber concluido las obras, la administración finalmente llevó a cabo los cambios exigidos por los padres y madres, ya que en sí requerían intervenciones mínimas e irrisorias; gracias a los cambios propuestos, el BEi y los peatones conviven mejor de una manera más segura.
La creación de un nuevo cruce semaforizado en el año 2024 entre las calles Camino de Santa Teresa y Pintor Mauro Ortiz de Urbina, también se instaló un paso de cebra con semáforo para peatones en la plataforma del BEi.

### Polémicos carriles TUVISA
El BEi circula la mayor parte de su recorrido por carriles bus propios que se reservaron para dotar de mayor velocidad comercial a la línea, pero cuando se llevó a cabo la construcción de los nuevos viales el ayuntamiento decidió indicar con la palabra TUVISA que dichos carriles quedaban exclusivamente reservados a la compañía municipal de autobuses.
Para evitar que los conductores de vehículos privados ingresasen en los carriles del BEi, se colocaron señales de dirección prohibida (señal R-101) con un texto inferior que reza EXCEPTO TUVISA/TUVISA IZAN EZIK; además los bordes de los cruces entre los carriles BEi y carriles convencionales fueron pintados de color verde para que resultase llamativo y evitase el ingreso de coches a los carriles bus. Aún así, desde marzo de 2022 los coches ingresan con frecuencia en los carriles BEi a lo largo de la ciudad de Vitoria, la mayoría de ellos por parte de conductores foráneos que no conocen muy bien las calles por donde se transita; y es que en principio, el ingreso en los carriles BEi está vetado a todos los vehículos (incluidos autobuses de otras compañías que no sean la urbana) a excepción de aquellos en servicio de emergencia.
En los carriles reservados de algunas zonas de la ciudad como pueden ser los ubicados en las calles Juan de Garay en sentido Txagorritxu y Bulevar de Euskal Herria, entre la Rotonda de América Latina y la calle Donostia, la palabra TUVISA se sustituye por el tradicional BUS - T, indicando que ese carril puede ser usado tanto por el BEi como por otros autobuses. Cabe añadir, que los carriles bus en cuestión ya existían antes de la creación del BEi dado que desde 2015 se encuentra operativa en Lakua la actual Estación de Autobuses.
Aún así la aparición de la palabra TUVISA en los carriles BEi del resto del recorrido de la línea no ha estado exenta de polémica, ya que en muchos de estos lugares ni siquiera los taxis o los servicios forales de autobús (ÁlavaBus) tienen permitido el ingreso. Es por ello por lo que en la candidatura de las municipales de 2023 de la actual alcaldesa (en 2025) Maider Etxebarria, se propuso la posibilidad de que al menos los taxis pudieran compartir los carriles del BEi para ganar en agilidad de trayectos; aún así, a fecha de 2025, los taxis siguen teniendo prohibido circular por los carriles BEi aduciendo supuestos retrasos en la línea. Además, se encuentra en estudio la posibilidad de que el ayuntamiento suprima la palabra TUVISA de los carriles y los sustituya por el tradicional BUS - T, ello permitiría, por ejemplo, la agilidad de los autobuses interurbanos que cubren el servicio al campus universitario cuando transitan por la calle Salbatierrabide.
Con el objetivo de tratar de paliar los grandes problemas de tráfico en el sur de Vitoria que sufren las calles Iturritxu y Zumabide, también se ha llegado a estudiar la posibilidad de eliminar el sentido de uno de los carriles BEi en el Paseo de la Zumaquera, y dejar un único carril BEi para ambos sentidos de la línea (similar al sistema de vía única existente en algunos puntos del tranvía de Vitoria). El carril que se le retirase al BEi sería devuelto al tráfico rodado para permitir un trayecto ida y vuelta por dicha calle, ya que desde la construcción del BEi el sentido del Paseo de la Zumaquera es único para el tráfico rodado, quedando el tramo entre las calles Álava y Comandante Izarduy para ir sentido Mendizorrotza y el tramo entre la segunda calle y la Rotonda de Esmaltaciones para ir en sentido Olarizu, no permitiendo el sentido contrario en ambos tramos. Por el momento la reducción de los carriles BEi en la Zumaquera no se ha llevado a cabo, ni tiene visos de que vaya a ser una realidad.